# Michael de Leeuw
Michael de Leeuw (né le 7 octobre 1986 à Goirle aux Pays-Bas) est un joueur de football néerlandais qui évolue comme milieu de terrain au FC Groningue.
Il a terminé meilleur buteur du championnat des Pays-Bas D2 lors de la saison 2009-2010 avec 25 buts inscrits.

## Palmarès
- Coupe des Pays-Bas : 2015